# Tomàs Buxó i Pujadas
Tomàs Buxó i Pujadas (Barcelona, 6 de desembre del 1882 - Barcelona, 8 de juny del 1962) fou un pianista i pedagog català.
Va néixer al carrer de Sant Pere Mitjà de Barcelona, fill de Francesc Buxó i Jaumeandreu, natural de Barcelona, i de Teresa Pujadas i Monteys, natural de Sant Andreu del Palomar.

## Obres
- Danses catalanes. Piano
- Dansa núm.. 4, a quatre mans. Piano
- Pastoral a quatre mans. Piano
- Peces fàcils. Piano
- Poblet. Piano
- Primavera. Poema simfònic (estudi de concert)
- Sonata en re menor. Poema simfònic
- Sonata en si menor. Poema simfònic
- A una puntaire. Veu i piano
- Cançó del raier. Veu i piano
- Dintre del jardí. Veu i piano
- Matinal. Veu i piano
- 25 cançons populars catalanes per a Nadal. Veu i piano (1950-51)
- Allegro appasionato, per a violí i piano (Música de cambra)
- Humorada, per a violí i piano (Música de cambra)
- Scherzo sobre un tema popular català, per a violí i piano (Música de cambra)
- Escuela de solfeo, 4 volums (Pedagogia)
- Tratado de dobles notas (Pedagogia)
- Método de piano (Pedagogia)
- Método de solfeo (Pedagogia)
- Pequeños estudios melódicos y de mecanismos fàciles y progresivos (Pedagogia)
- Técnica del piano (Pedagogia)